# Небо
Небо је део атмосфере или свемира видљив са површине било ког астрономског објекта. Тешко је прецизно дефинисати из више разлога. У току дана, небо на Земљи има изглед плаве површине због расипања сунчеве светлости. Ноћу небо има изглед црне површине.
Током дана се може видети Сунце на небу, ако није заклоњено облацима. На ноћном небу (и донекле у току дана), Месец, планете и звезде су видљиве на небу. Неке од природних појава које се могу видети на небу су облаци, дуга, и аурора. Муње и падавине могу се видети на небу током олује. У области астрономије, небом се такође називају и небеске сфере. Ово је имагинарна купола по којој се Сунце, звезде, планете и Месец крећу. Небеска сфера је подељен у регионе који се називају сазвежђа.
Термин небо се заправо неформално односи на перспективу са површине Земље; међутим, значење и употреба могу варирати. Посматрач на површини Земље може да види мали део неба, који подсећа на куполу (понекад се назива и небеска здела) која изгледа равније дању него ноћу. У неким случајевима, као што је разговор о времену, небо се односи само на ниже, гушће слојеве атмосфере.
Дневно небо изгледа плаво јер молекули ваздуха расипају краће таласне дужине сунчеве светлости више од дужих (црвеније светло). Чини се да је ноћно небо углавном тамна површина или област прошарана звездама. Сунце, а понекад и Месец су видљиви на дневном небу осим ако нису заклоњени облацима. Ноћу, Месец, планете и звезде су слично видљиви на небу.

## Током дана
Осим директне сунчеве светлости, већина светлости на дневном небу је узрокована расејањем, којим доминира граница малих честица која се зове Рејлејево расејање. Расипање светлости услед честица величине молекула (као у ваздуху) је веће у смеровима ка и од извора светлости него у правцима који су нормални на путању упада. Расипање је значајно за светлост на свим видљивим таласним дужинама, али је јаче на краћем (плавијем) крају видљивог спектра, што значи да је расејана светлост плавља од свог извора: Сунца. Преостала директна сунчева светлост, пошто је изгубила неке од компоненти краће таласне дужине, изгледа нешто мање плава.
Расипање се такође још јаче јавља у облацима. Појединачне капљице воде преламају белу светлост у скуп обојених прстенова. Ако је облак довољно густ, расипање од више капљица воде ће испрати скуп обојених прстенова и створити испрану белу боју.
Небо може претворити мноштво боја као што су црвена, наранџаста, љубичаста и жута (посебно у близини заласка или изласка сунца) када светлост мора да путује много дужом путањом (или оптичком дубином) кроз атмосферу. Ефекти расејања такође делимично поларизују светлост са неба и најизраженији су под углом од 90° од Сунца. Расута светлост са хоризонта путује кроз чак 38 пута већу ваздушну масу као и светлост из зенита, узрокујући плави градијент који изгледа живописно у зениту и бледи близу хоризонта. Црвена светлост се такође распршује ако има довољно ваздуха између извора и посматрача, због чега делови неба мењају боју како Сунце излази или залази. Како се ваздушна маса приближава бесконачности, расејана дневна светлост изгледа све беља и беља.
Осим Сунца, удаљени облаци или снежни планински врхови могу изгледати жуто. Ефекат није веома очигледан у ведрим данима, али је веома изражен када облаци прекрију линију вида, смањујући плаву нијансу распршене сунчеве светлости. На већим висинама, небо тежи тамнијим бојама јер је расипање смањено због мање густине ваздуха. Екстремни пример је Месец, где не долази до атмосферског расејања, чинећи лунарно небо црним чак и када је Сунце видљиво.
Међународна комисија за илуминацију (CIE) препоручила је моделе дистрибуције осветљења неба за дизајн шема дневног осветљења. Недавни развоји се односе на „све моделе неба” за моделовање осветљености неба у временским условима у распону од ведра до облачног.

## Током сумрака
Осветљеност и боја неба увелико варирају током дана, а разликује се и примарни узрок ових својстава. Када је Сунце доста изнад хоризонта, директно расипање сунчеве светлости (Рејлијево расејање) је доминантан извор светлости. Међутим, током сумрака, периода између сутона и ноћи или између ноћи и изласка, ситуација је сложенија.
Зелени бљескови и зелени зраци су оптички феномени који се јављају убрзо након заласка сунца или пре изласка сунца, када је зелена тачка видљива изнад Сунца, обично не дуже од секунде или две, или може личити на зелени зрак који излази из тачке заласка сунца. Зелени блицеви су група феномена који потичу из различитих узрока,, од којих се већина јавља када постоји температурна инверзија (када температура расте са висином, а не са нормалним смањењем температуре са висином). Зелени трептаји се могу посматрати са било које висине (чак и из авиона). Обично се виде изнад неометаног хоризонта, као што је изнад океана, али се такође виде изнад облака и планина. Зелени бљескови се такође могу посматрати на хоризонту у вези са Месецом и светлим планетама, укључујући Венеру и Јупитер.
Земљина сенка је сенка коју планета баца кроз своју атмосферу и у свемир. Овај атмосферски феномен је видљив током грађанског сумрака (после заласка и пре изласка сунца). Када временски услови и место посматрања дозвољавају јасан поглед на хоризонт, ивица сенке се појављује као тамна или мутна плавкаста трака непосредно изнад хоризонта, у ниском делу неба супротно од (заласка или изласка) правца Сунца. Сродан феномен је Венерин појас (или антисумрачни лук), ружичаста трака која је видљива изнад плавичасте траке Земљине сенке на истом делу неба. Ниједна дефинисана линија не дели Земљину сенку и Венерин појас; једна обојена трака бледи у другу на небу.
Сумрак је подељен у три степена према дубини Сунца испод хоризонта, мерено у сегментима од 6°. После заласка сунца, настаје грађански сумрак; завршава се када се Сунце спусти више од 6° испод хоризонта. Након тога следи наутички сумрак, када је Сунце између 6° и 12° испод хоризонта (дубина између −6° и −12°), након чега долази астрономски сумрак, дефинисан као период између −12° и − 18°. Када се Сунце спусти више од 18° испод хоризонта, небо генерално достиже свој минимални сјај.

## Примена у временској прогнози
Уз тенденцију притиска, стање неба је један од важнијих параметара који се користе за прогнозу времена у планинским пределима. Згушњавање облачног покривача или инвазија вишег облака указује на кишу у блиској будућности. Ноћу, високи танки циростратусни облаци могу довести до ореола око Месеца, који указују на приближавање топлог фронта и с њим повезане кише. Јутарња магла најављује добре услове и може се повезати са морским слојем, што указује на стабилну атмосферу. Кишним условима претходи ветар или облаци који спречавају стварање магле. Приближавање линије грмљавина могло би указивати на приближавање хладног фронта. Небо без облака указује на лепо време у блиској будућности. Коришћење небеског покривача у предвиђању времена довело је до различитих временских сазнања током векова.

## Употреба у транспорту
Лет је процес којим се објекат креће кроз или изван неба (као у случају свемирског лета), било стварањем аеродинамичког подизања, пропулзивног потиска, аеростатским коришћењем узгона или балистичким кретањем, без икакве директне механичке подршке са земље. Инжењерски аспекти лета се изучавају у ваздухопловном инжињерству које се дели на аеронаутику, која је проучавање возила која путују кроз ваздух, и астронаутику, проучавање возила која путују кроз свемир, и у балистици, проучавању лета пројектила. Док су људска бића била способна да лете балонима на врући ваздух од 1783. године, друге врсте су лет користиле знатно дуже. Животиње, као што су птице, слепи мишеви и инсекти су способне да лете. Споре и семена биљака користе лет, коришћењем ветра, као методу размножавања своје врсте.